# Basil Henry Liddell Hart
Pour les articles homonymes, voir Hart.
Sir Basil Henry Liddell Hart, né le 31 octobre 1895 à Paris et mort le 29 janvier 1970 à Marlow, est un officier d’infanterie britannique, historien et stratégiste.  
Il est l’auteur de deux livres importants sur la Première et la Seconde guerres mondiales et d’un ouvrage, Strategy, dans lequel il systématise la théorie de l'approche indirecte comme clef des victoires des grands capitaines de l’histoire. Il théorise également le concept de grande stratégie. 
Il reprend et développe les thèses des généraux anglais John Fuller et français Jean Estienne sur l’utilisation des blindés au combat. Il prône à cet effet la motorisation de l’infanterie.

## Biographie
Liddell Hart est né à Paris et étudia au Corpus Christi College de l'Université de Cambridge. Durant la Première Guerre mondiale, il est officier d'infanterie au Kings Own Yorkshire Light Infantry (1881-1968). Il combat à Ypres et participe à la bataille de la Somme.
Il quitta l'armée en 1927 et travailla comme spécialiste des questions militaires pour le Daily Telegraph et le Times. 
Il développa sa théorie de l'approche indirecte, qui privilégie le harcèlement des lignes de ravitaillement et le contournement plutôt qu'une attaque frontale des positions ennemies. Cette théorie est notamment à l'origine des chars Cruiser britanniques[réf. nécessaire].
Il écrivit également des biographies de militaires dont celles du général William Tecumseh Sherman ou de Thomas Edward Lawrence (Lawrence d'Arabie).
Après la Seconde Guerre mondiale, il publia les carnets du maréchal Rommel. Il eut l'occasion de mener des entretiens avec les principaux généraux de la Wehrmacht, repris en 1948 dans son ouvrage Les généraux allemands parlent. Ces textes ont largement influencé l'historiographie du conflit mais sont aujourd'hui controversés car très marqués par un chauvinisme anglais et une orientation amenant le lecteur à penser que l'auteur est l'inventeur du concept de Blitzkrieg.
Liddell Hart fut anobli le 1er janvier 1966,.

## Théorie de l'approche indirecte
Dans son maître–ouvrage The Decisive Wars of History (1929, refondu en 1954 sous le titre Strategy), Liddell Hart formule sa doctrine de l’approche indirecte, qu’il crédite de toutes les grandes victoires du passé. La perfection de la stratégie consisterait à entraîner une décision sans combat sérieux, d’où son intérêt pour Sun Zi. Ce but doit être atteint par des actions limitées : imposer à l’adversaire un changement de front perturbant l’économie de ses forces, le forcer à se diviser, menacer ses lignes d’approvisionnement et de retraite. Le cumul de telles manœuvres, effectuées par surprise, fait naître chez l’ennemi l’impression d’être pris au piège et entraîne sa dislocation psychologique. L’approche indirecte est donc l’antithèse de la stratégie d’anéantissement de 1914–1918, dont Liddell Hart rejette la faute sur Clausewitz.

## Postérité
Rendu indirectement responsable de la faiblesse du corps expéditionnaire britannique en 1940, Liddell Hart est désavoué alors même que la manœuvre de revers allemande constitue l’apothéose de l’approche indirecte sur le plan opérationnel. Le général Heinz Guderian ne cache d’ailleurs pas sa dette envers le théoricien britannique.[réf. nécessaire]
Liddell Hart refait surface après la Seconde Guerre mondiale, notamment parce que sa critique des bombardements  alliés est confirmée par leurs résultats décevants. Il devient l’un des premiers spécialistes de la stratégie nucléaire, dont l’effet dissuasif accroît le primat de l’approche indirecte ; celle–ci se déploie à présent dans les conflits de basse intensité, à propos desquels Liddell Hart souligne l’intérêt des opérations aéroportées et amphibies.
Les démonstrations de Liddell Hart sont souvent biaisées par le souvenir obsédant de la Grande guerre, ce qui incite à douter de ses conclusions stratégiques. Le blocus, en particulier, ne peut à lui seul obtenir de résultats décisifs : s’il a épuisé l’Allemagne en 1914–1918, c’est parce que les ressources de cette dernière étaient dans le même temps anéanties par une guerre à outrance dont l’engagement massif de l’armée britannique fut une composante indispensable. Mais, en dépit de son parti pris, Liddell Hart a profondément marqué son temps ; son apologie des corps mécanisés d’élite influença notamment l’armée israélienne.

## Points de controverses
Son travail a soulevé plusieurs controverses.
Si la richesse du matériau est admirée dans ses livres, Liddell Hart a parfois biaisé les témoignages pour soutenir ses théories militaires, et accepte sans prendre de recul la perspective de ses interlocuteurs, par exemple sur l'adhésion ou non de l'armée à Hitler ou sur la réalité des interférences du pouvoir politique dans les affaires militaires (Dunkerque, Moscou, etc.)[réf. nécessaire]. 
Dans son premier ouvrage, peu connu, paru en 1925 sous le titre Paris, or The Future of War, il présente certes sa vision novatrice du rôle des chars, mais il expose aussi les risques pour le Royaume Uni de la suprématie française en matière d'aviation et de sous-marins, participant ainsi à alimenter le thème d'une menace française contre l'Angleterre.

### Panzer Leader
Les liens personnels que Liddell Hart établit alors avec ses interlocuteurs le poussèrent à demander d'étranges faveurs. Ainsi, Liddell Hart demanda à Guderian de modifier la préface de ses mémoires Panzer Leader. Liddell Hart souhaitait que son nom apparaisse comme précurseur de la théorie du Blitzkrieg mis en pratique par Guderian. La préface de la traduction anglaise de Panzer Leader mentionne Liddell Hart, alors que tel n'est pas le cas de l'original en allemand.
Dans l'édition française, la quatrième de couverture le présente comme le théoricien de l'utilisation de l'arme blindée telle qu'elle a été faite en 1940 par l'Allemagne. Au sein du livre, s'il ne s'attribue pas ouvertement l'idée de l'utilisation moderne des blindés, il n'hésite pas à écrire qu'elle trouve son origine en Angleterre, oublie les théories de son compatriote John Frederick Charles Fuller et ne dit pas un mot de Jean-Baptiste Estienne.

## Publications

### Enfrançais
- Histoire de la Seconde Guerre mondiale, Fayard, 1973. Réédité en 1985 chez Marabout et en 1990 chez Fayard.
- B. H. Liddell Hart (trad. Lucien Poirier), Stratégie [« The Strategy of Indirect Approach »], éditions Perrin, coll. « tempus », 1941 (réimpr. 1998), 436 p. (ISBN 978-2-262-01373-8, OCLC 41168556), republié sous le titre : The Way to Win Wars.
- L'Alternative militaire : déterrent ou défense, traduction d'Henri Defaix, La Table Ronde, 1961.
- Les Généraux allemands parlent, Stock 1948, traduction de l'ouvrage de Liddell Hart The Other Side of the Hill London 1948 (et édition augmentée en 1951). Traduction de la version définitive, Perrin, coll. « Tempus », 2011,  (ISBN 978-2-262-03539-6).

### Enanglais
- Scipio Africanus: Greater Than Napoleon (W Blackwood and Sons, London, 1926; Biblio and Tannen, New York, 1976)
- Great Captains Unveiled (W. Blackwood and Sons, London, 1927; Greenhill, London, 1989)
- Reputations 10 Years After (Little, Brown, Boston, 1928)
- Sherman: Soldier, Realist, American (Dodd, Mead and Co, New York, 1929; Frederick A. Praeger, New York, 1960)
- The decisive wars of history (1929) (This is the first part of the later: Strategy: the indirect approach)
- The Real War (1914–1918) (1930), later republished as A History of the World War (1914–1918).
- Foch, the man of Orleans In two Volumes (1931), Penguin Books, Harmondsworth, England.
- The Ghost of Napoleon (Yale University, New Haven, 1934)
- The Defence of Britain (Faber and Faber, London, 1939; Greenwood, Westport, 1980)
- The Current of War, London: Hutchinson, 1941
- The strategy of indirect approach (1941, reprinted in 1942 under the title: The way to win wars)
- The way to win wars (1942)
- The Revolution in Warfare, London: Faber and Faber, 1946
- The Other Side of the Hill. Germany's Generals. Their Rise and Fall, with their own Account of Military Events 1939–1945, London: Cassel, 1948;  enlarged and revised edition, Delhi: Army Publishers, 1965
- Strategy: the indirect approach, third revised edition and further enlarged London: Faber and Faber, 1954
- The Rommel Papers, (editor), 1953
- The Tanks – A History of the Royal Tank Regiment and its Predecessors: Volumes I and II (Praeger, New York, 1959)
- "Foreword" to Samuel B. Griffith's Sun Tzu: the Art of War (Oxford University Press, London, 1963)
- The Memoirs of Captain Liddell Hart: Volumes I and II (Cassell, London, 1965)
- History of the Second World War (London, Weidenfeld Nicolson, 1970)
- Why don't we learn from history? (Hawthorn Books, New York, 1971)